# 塞尔维亚正教会圣三一圣斯皮里第奥尼堂

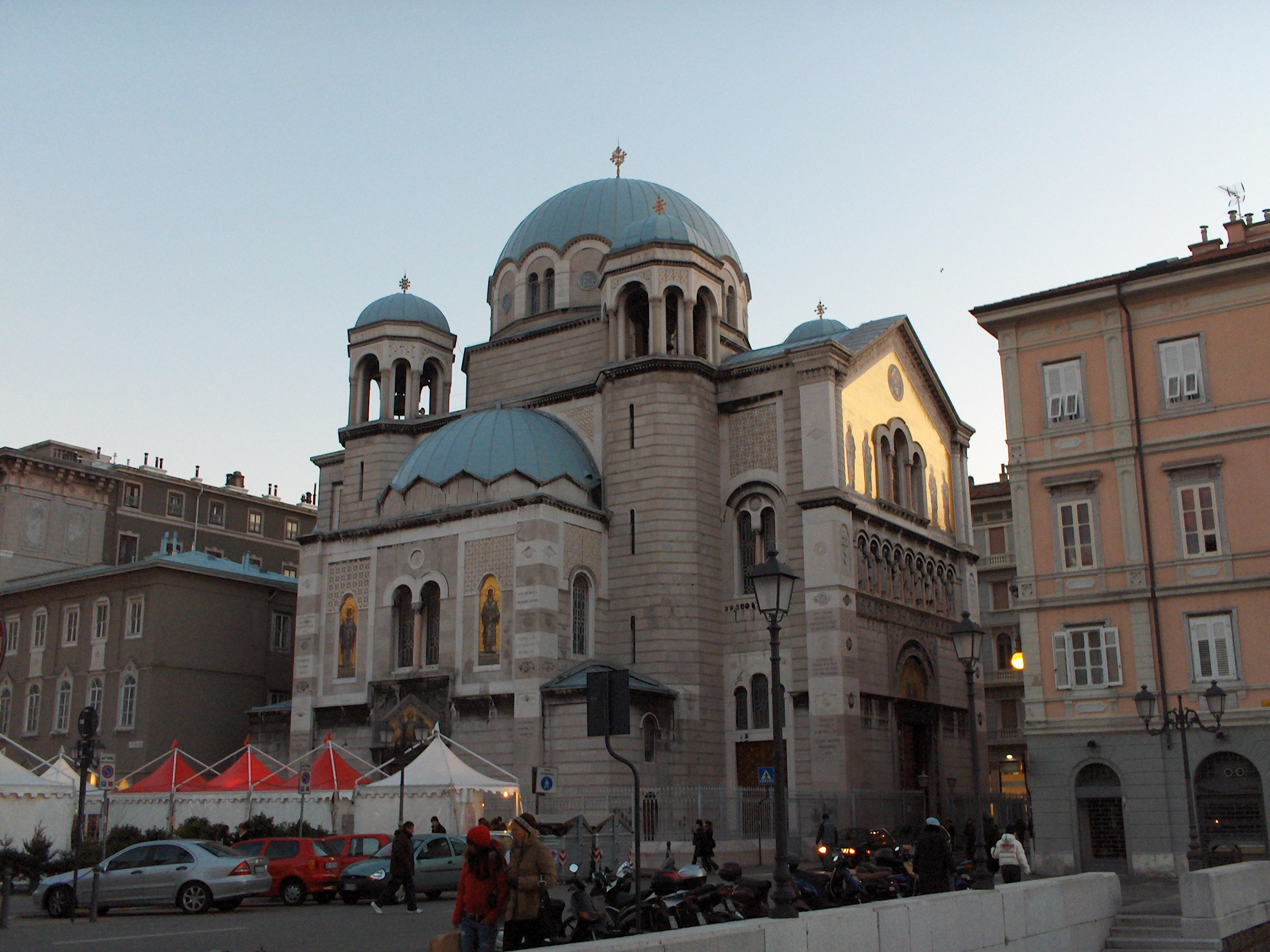

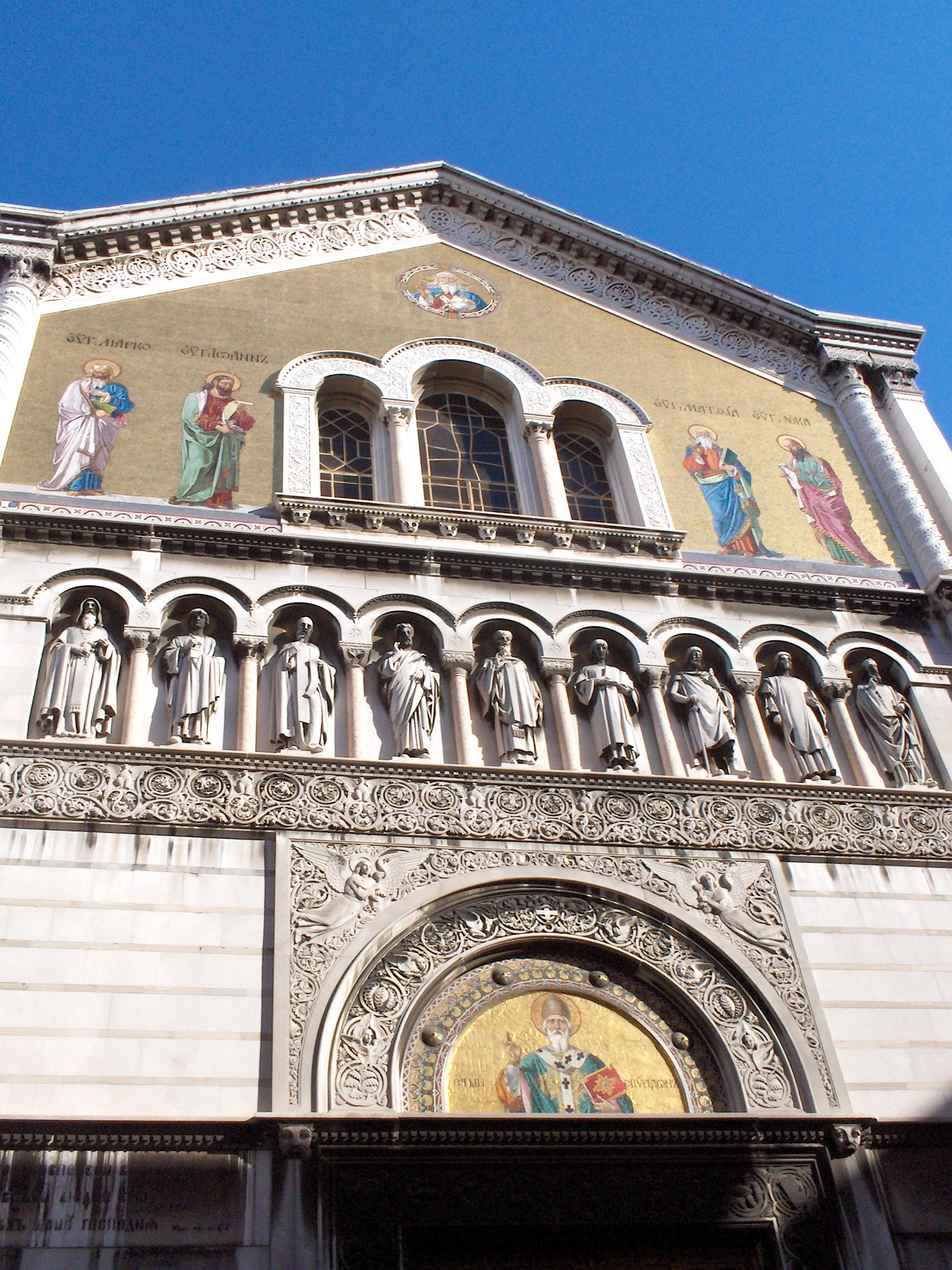
立面

塞尔维亚正教会圣三一圣斯皮里第奥尼堂（tempio serbo-ortodosso della Santissima Trinità e di San Spiridione）是塞尔维亚正教会在意大利的里雅斯特的教堂，位于市中心特蕾西亚城的里雅斯特大运河畔，拜占庭风格，有高高的圆顶，四个塔楼，半球帽，蓝色马赛克装饰外墙。内部也有丰富的拜占庭装饰。挂在入口处的大银盏是沙皇保罗一世的礼物。